# Rogerius mester
Rogerius mester vagy Rogerius de Apulia (Torremaggiore, 1200-as évek – Spalato, 1266. április 14.) apuliai származású krónikaíró, váradi kanonok, spalatói érsek.

## Élete
1223-ban már járt Magyarországon Toletanus János választott paesti püspök és apostoli követ káplánjaként. Róma és Esztergom közt több diplomáciai küldetést teljesített, ezért IX. Gergely pápa 1233-ban megdicsérte és váradi kanonokká tette.
1241-ben Várad püspöke, Benedek a tatárok ellen vonult, Rogerius azonban a városban maradt. A csatában legyőzött püspök csakhamar Váradra menekült, majd újabb csapatokat gyűjtve a Dunán túl keresett biztonságot. Rogerius egymás után értesült a magyarok csatavesztéseiről és Várad alatt saját szemeivel is láthatta a tatárokat. Végigszenvedve a tatárjárást, mindaddig bujdosott, amíg IV. Béla seregével vissza nem tért az országba. Váradon nemsokára főesperes lett, majd 1243-ban IV. Ince pápa soproni főesperessé nevezte ki. 1249-ben a pápa Ugrin spalatói érsek utódává nevezte ki. Ezt a tisztséget IV. Béla főkegyúri ellenkezése miatt csak 1251-ben foglalta el, és haláláig viselte.

## Műve
Sopronban írta meg a magyarországi tatárjárásnak, különösen pedig saját bujdosásának történetét Carmen miserabile (Siralmas ének) címen, amelyet régi pártfogójának, Toletanus János paesti püspöknek ajánlott. 
Amint már említettem, Kádán király elfoglalta Radnát, elfogta Aristald ispánt és összeválogatott magának hatszáz előkelőbb német fegyverest, úgy, hogy azok régi ispánjuk vezetése alatt maradtak. Ezek a németek lettek a tatárok kalauzai erdőn, berken, hegyen, sziklán s így hamarosan Várad közelében termettek. [...] Eltávozott ugyan a püspök néhány kanonokkal, de többen ezekből ottmaradtak s velük együtt én is. Úgy láttuk, hogy a vár egyik oldala meg van rongálva, ezért széles kőfallal megigazítottuk, hogy ha már a várost nem tudjuk megvédeni, menedékünk lehessen a vár. Egyszer aztán megérkeztek hirtelen a tatárok. Én aznap valami ügyben a városban voltam s nem akartam már visszamenni a várba, hanem kiszöktem az erdőbe s ott lappangtam, amíg tudtam. A tatárok pedig hamarosan elfoglalták a várost, nagy részét fölégették s meg nem hagytak semmit, amit kívül találtak a vár falán. Összegyűjtötték a sok zsákmányt, azután legyilkolták az utcákon, házakban, mezőkön a férfiakat, asszonyokat, kisebb-nagyobb rendűeket, mind. Nem irgalmaztak sem nemnek, sem kornak. Ezt elvégezvén, hirtelen visszavonultak s távoztukban mindent magukkal vittek. A vártól ötezer lépésnyire megtelepedtek, de több napon át feléje se mentek. Ezért azt hitték már a várbeliek, hogy a vár erős volta miatt végképp elmentek. Mert meg volt az erősítve nagy árkokkal és a bástyákon fatornyokkal és volt benne sok páncélos vitéz. Úgyhogy mikor a tatárok néha-néha kémlelni alá jöttek, a magyar vitézek megűzték őket sebes vágtatásban.

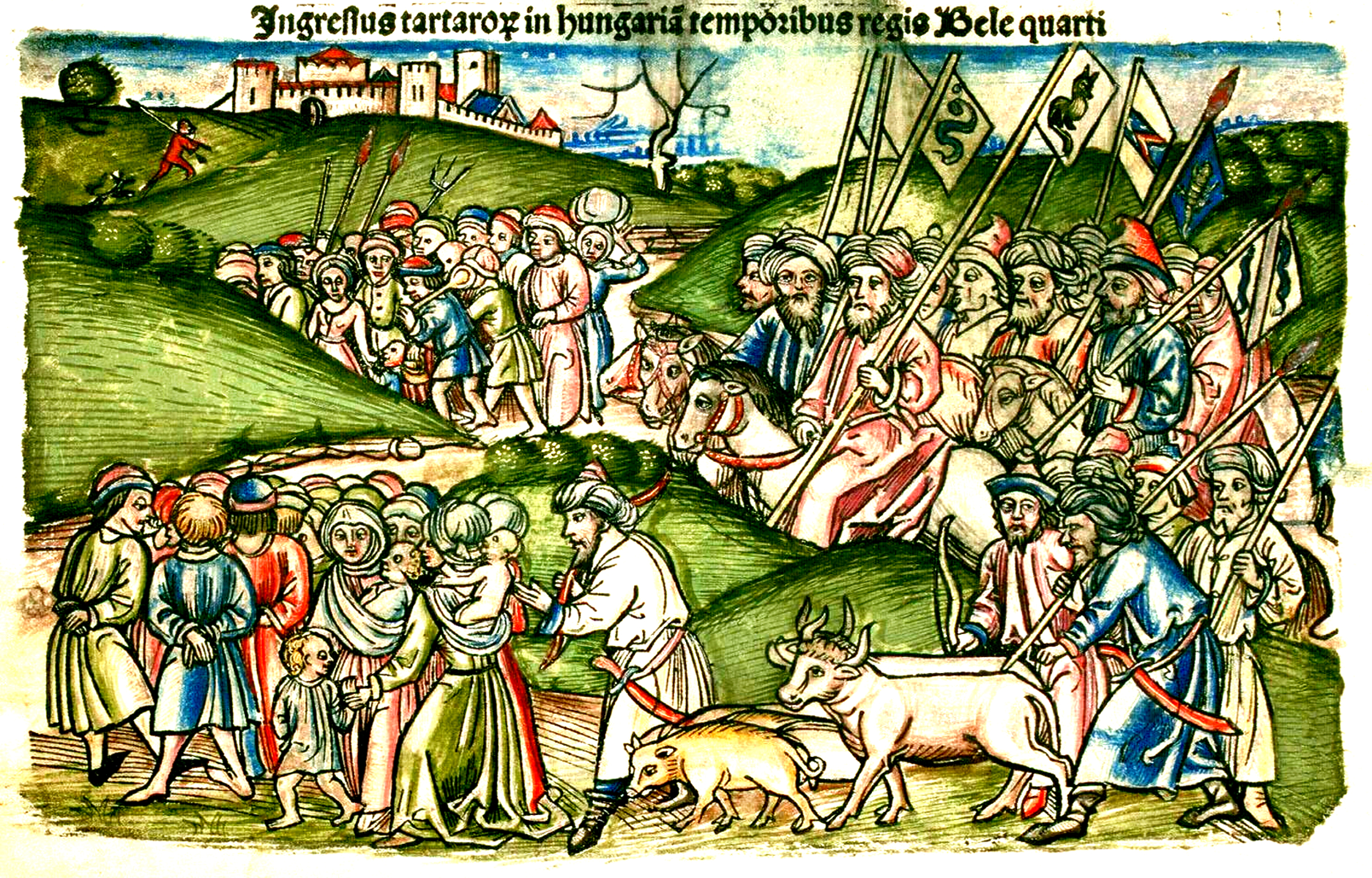
Tatárjárás, illusztráció a Thuróczi-krónikában

Művét először Pruisz János váradi püspök nyomatta ki Thuróczi János krónikája 1488. évi brünni kiadása függelékéül, de még azon évben megjelent a Thuróczinak augsburgi kiadásában is.
Magyar fordítását Szabó Károly adta ki Rogerius mester váradi kanonok siralmas éneke címmel (Pest, 1861).
Rogerius mester nevét Nagyváradon egy városrész viseli.

## Magyar nyelvű kiadások
- Rogerius mester siralmas éneke / Tamás spalatói esperes "Historia Salonita"-jából, a tatárjárás története / Richardus: Nagy-Magyarország dolgáról; ford. Szabó Károly; Ráth, Pest, 1861 (Magyarország történetének forrásai)
- Roger mester siralmas éneke a tatároktól elpusztított Magyarországról; ford., bev. jegyz. Turchányi Tihamér; Lampel, Budapest, 1904 (Magyar könyvtár)
- Rogériusz siralmas éneke a tatárjárásról; deák nyelvből magyarra ford. Mészöly Gedeon; Egyetemi Ny., Budapest, 1939
- Tatárjárás. Rogerius siralmas éneke a tatároktól elpusztított Magyarországról; ford. Szabó Károly, bev. Gál Katalin; Pátria Ny.–Egyetemi Ny., Budapest, 1972
- Magyarország történetének forrásai. Magyarország alapításától a XVI-dik századig / Rogerius mester váradi kanonok siralmas éneke. Magyarországnak IV. Béla király idejében a tatárok alatt történt romlásáról Tamás spalatói esperest "Historia Salonita"-jából a tatárjárás története Nagy-Magyarország dolgairól; ford. Szabó Károly; Kner Ny., Békéscsaba, 1996
- Thuróczy János: A magyarok krónikája; ford. Horváth János / Rogerius mester: Siralmas ének; ford., jegyz. Bellus Ibolya, Kristó Gyula, jegyz. Zsoldos Attila, utószó Kristó Gyula; Osiris, Budapest, 2001 (Millenniumi magyar történelem. Források), ISBN 9633891299